# Annotea
Annotea è un Resource Description Framework standard per la creazione e la pubblicazione di annotazioni condivise su documenti web. L'idea consiste nella condivisione di metadati agganciati a qualsiasi documento web senza toccare il documento originale. Annotazioni, appunti, approfondimenti e spiegazioni possono essere condivisi come per gli shared bookmarks.
Il progetto è definito e promosso dal W3C.
Sfrutta un insieme di tecnologie come HTTP, XML.